# Al Wáhát
Okres Al Wáhát (arabsky شعبية الواحات‎) je jeden z libyjských okresů nacházející se na jihovýchodě země mezi okresy Benghází, Al-Kufra a Surt. Název okresu v arabštině znamená oázy. Okres je nejdůležitější zásobárnou libyjské ropy a zemního plynu.
Hlavním městem je Adždábíjá.